# Reninus pygidialis
Reninus pygidialis är en skalbaggsart som först beskrevs av August Reichensperger 1926.  Reninus pygidialis ingår i släktet Reninus och familjen stumpbaggar. Inga underarter finns listade i Catalogue of Life.